# Bambali
Bambali est un village de Moyenne-Casamance (Sénégal), situé à une quinzaine de kilomètres au sud-est de Sédhiou, au bord du fleuve Casamance.
Bambali est réputé pour être le village natal de Sadio Mané.

## Histoire
Après les indépendances, Bambaly était une communauté rurale. Le premier président du conseil rural s'appelle Dembo Diatta. Avec l'Acte 3 de la décentralisation, Bambaly devient une nouvelle commune. Le premier maire s'appelle Modou Ndiaye.
Le village de Bambaly est fondé par Malou Boucar Diatta, originaire du village de Bare (Guinée Bissau). L'actuel chef de village s'appelle Sana Diatta, l'imam s'appelle El Hadji Talibo Mané.

## Géographie
Les localités les plus proches sont Kodji, Madina, Francounda, Kindakam, Boudiemar, Maroncounda.

### Population
Lors du dernier recensement, la communauté rurale de Bambali comptait 17 146 personnes, qui comprend le village de Bambali (2 000 habitants) ainsi que les zones limitrophes.
En 2022, la population de la commune est estimée à 26 000 habitants. La population comprend essentiellement des Balantes, des Mandingues et des Manjaques.

### Activités économiques
Les villageois pratiquent la pêche, mais c'est surtout la bananeraie qui fait vivre la population. Plus grande bananeraie du Sénégal, elle comptait plus de cinquante mille pieds en 2003.

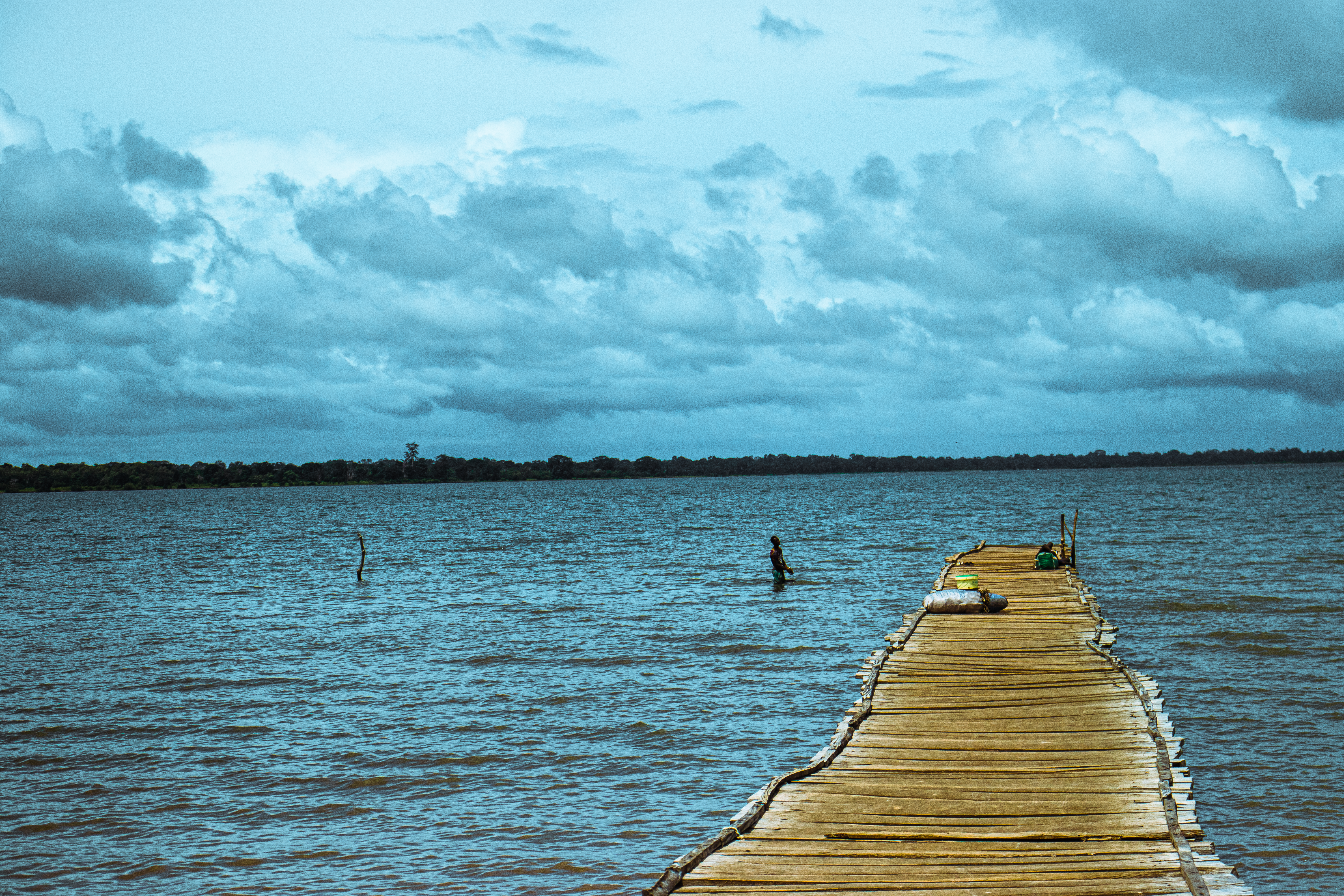
Bambali

La riziculture est pratiquée dans de vastes vallées non aménagées. Seules les femmes travaillent dans les rizières, les hommes dans les champs agricoles pour la culture de banane, du mil, d'arachide, de patate etc..., pour survivre, mais avec du matériel archaïque.
Bambaly est menacé par le phénomène d'érosion des côtes.

## Personnalités
- Le footballeur international sénégalais Sadio Mané, évoluant au sein du club saoudien d'Al-Nassr FC, est originaire de ce village[7].
  - Sadio Mané a financé en 2021 la construction d'une mosquée, d'un hôpital qui dessert 34 villages voisins, d'un lycée comptant 17 classes, un bureau de poste et d'une station de service. Il offre également à chaque famille du village un forfait de soutien mensuel de 70 €. En juin 2022, Il a également offert 400€ aux meilleurs élèves du lycée du village.